# Iguanura minor
Iguanura minor är en enhjärtbladig växtart som beskrevs av Ruth Kiew. Iguanura minor ingår i släktet Iguanura och familjen Arecaceae. Inga underarter finns listade i Catalogue of Life.